# Tukane
Die Tukane (Ramphastidae) sind eine Vogelfamilie aus der Ordnung der Spechtvögel (Piciformes). Die Familie umfasst sechs Gattungen und über 40 Arten. Kleinere Arten werden meist als Arassari bezeichnet.

## Körperbau
Tukane sind mittelgroße bis große, kurzflügelige und relativ langschwänzige Vögel mit 35–65 cm Körperlänge. Das auffälligste Merkmal ist der riesige, aber leichtgewichtige, am Rand gesägte und prächtig gefärbte Schnabel (ῥαμφἀστος ramphastos bedeutet etwa „Großschnabel“). Er dient unter anderem der Kontrolle des Wärmehaushaltes, indem die Blutzufuhr zum Schnabel je nach Umgebungstemperatur verringert (niedrige Umgebungstemperatur) oder erhöht (hohe Umgebungstemperatur) wird. Die nicht isolierte Oberfläche des Schnabels wirkt bei hohen Außentemperaturen wie ein Kühlradiator, der überschüssige Körperwärme abführt. Das Gefieder weist bei vielen Arten knallig bunte Farben auf, die oft mit glänzend schwarzen Gefiederpartien kontrastieren. Sehr häufig sind Gelbtöne zu finden.
Der Bau der Füße entspricht dem der anderen Spechtvögel mit zwei nach vorn und zwei nach hinten gerichteten Zehen.

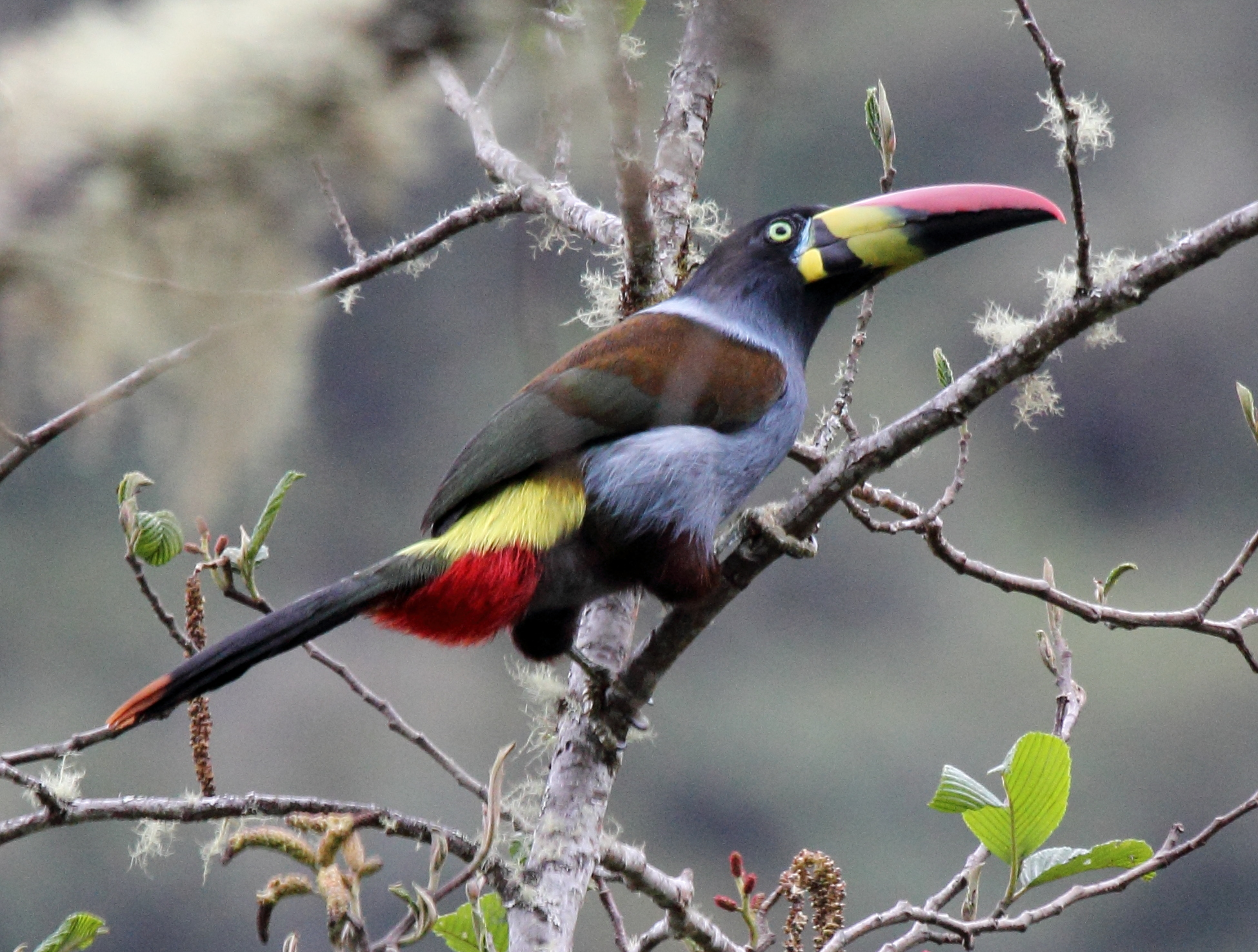
Blautukan (Andigena hypoglauca)

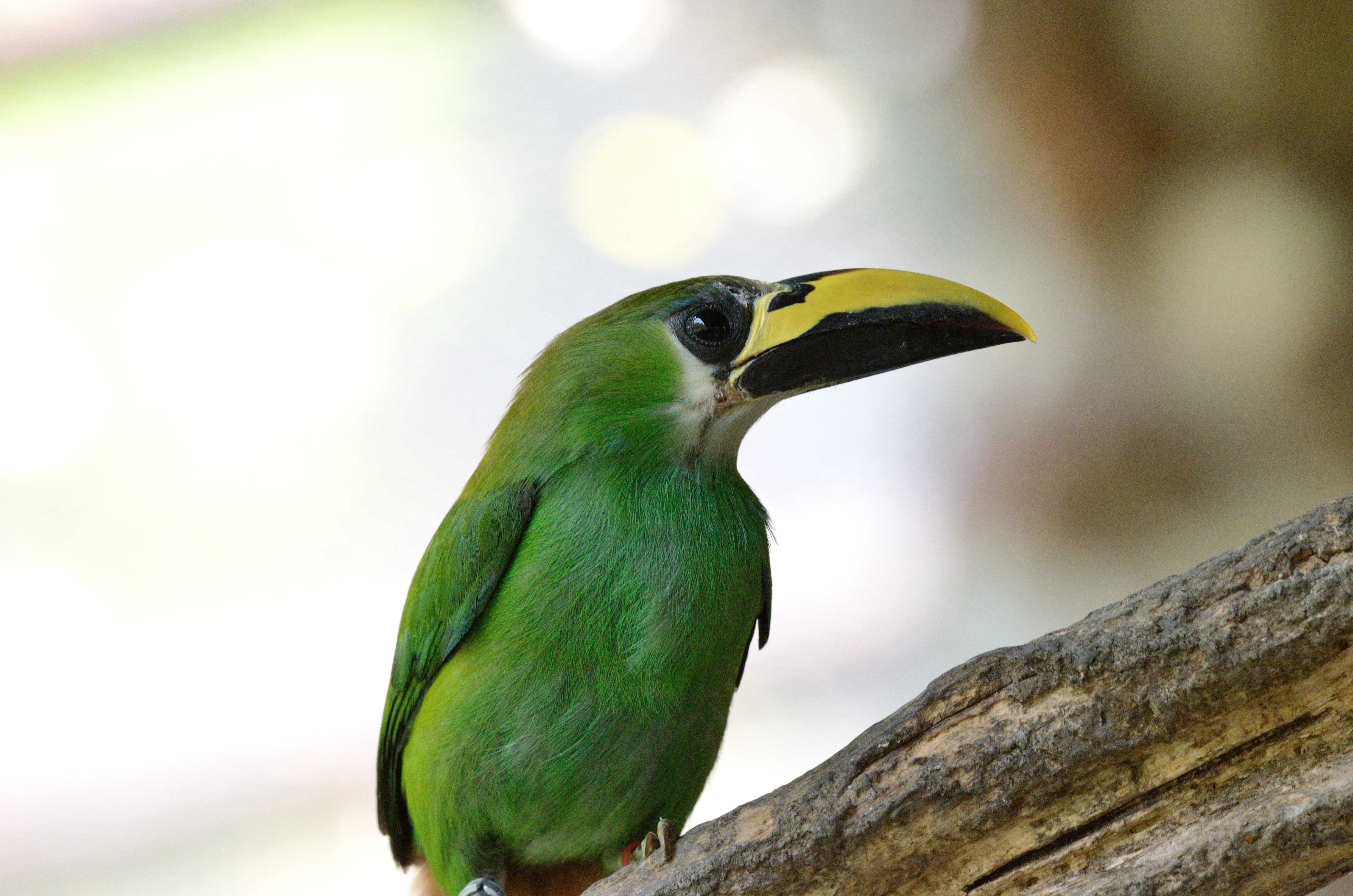
Laucharassari (Aulacorhynchus prasinus)

## Verbreitung und Lebensraum
Die Tukane kommen in den tropischen Regionen von Mittel- und Südamerika vor. Sie sind vom südlichen Mexiko bis ins südöstliche Brasilien und in die Provinz Misiones im nordöstlichen Argentinien verbreitet, wo noch die Subtropen erreicht werden. Auf den karibischen Inseln kommen sie nur auf Trinidad vor.
Tukane sind reine Baumbewohner und besiedeln verschiedene Typen von tropischen und subtropischen Wäldern, von tropischen Regenwäldern des Tieflands bis zu Bergregenwäldern. In letzteren kommen besonders Arten der Gattungen Andigena und Aulacorhynchus vor.

## Ernährung
Die Tukane ernähren sich vorwiegend von Früchten, nehmen aber auch Insekten, Spinnentiere und sogar kleine Reptilien oder Säugetiere zu sich. Manchmal rauben sie auch Vogelnester aus. Insbesondere bei den Ramphastos-Arten spielt tierische Nahrung eine größere Rolle. Bei in Gefangenschaft gehaltenen Tukanen dieser Gattung hat man mehrfach beobachtet, wie sie auf kleinere Singvogelarten Jagd machten. Der Goldkehltukan wurde bereits dabei beobachtet, wie er ein Rostbrust-Zahnhabicht-Weibchen vom Nest verscheuchte, um anschließend das Gelege zu fressen. Auch eine gemeinschaftliche Jagd mit dem Partnervogel nach Eidechsen wurde bei dieser Art bereits beobachtet.

## Fortpflanzung
Tukane leben monogam und nisten in Baumhöhlen. Das Weibchen legt zwei bis vier weiße Eier. Die Eier werden zwei bis drei Wochen lang bebrütet. Die Jungvögel sind nach sechs bis neun Wochen flugfähig. Beide Eltern kümmern sich um den Nachwuchs.

## Gattungen und Arten
- Blautukane (Andigena)

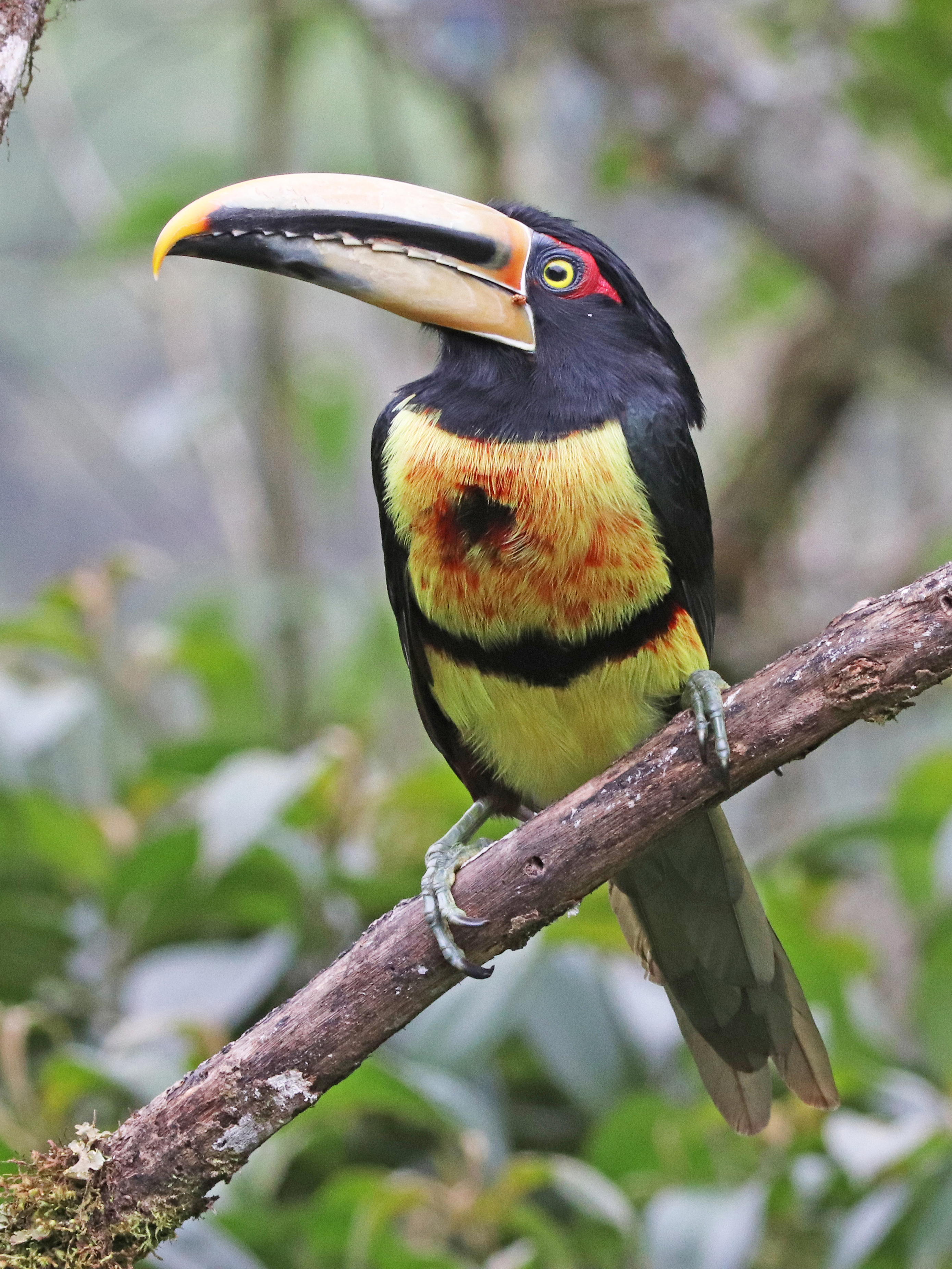
Hellschnabelarassari (Pteroglossus erythropygius)

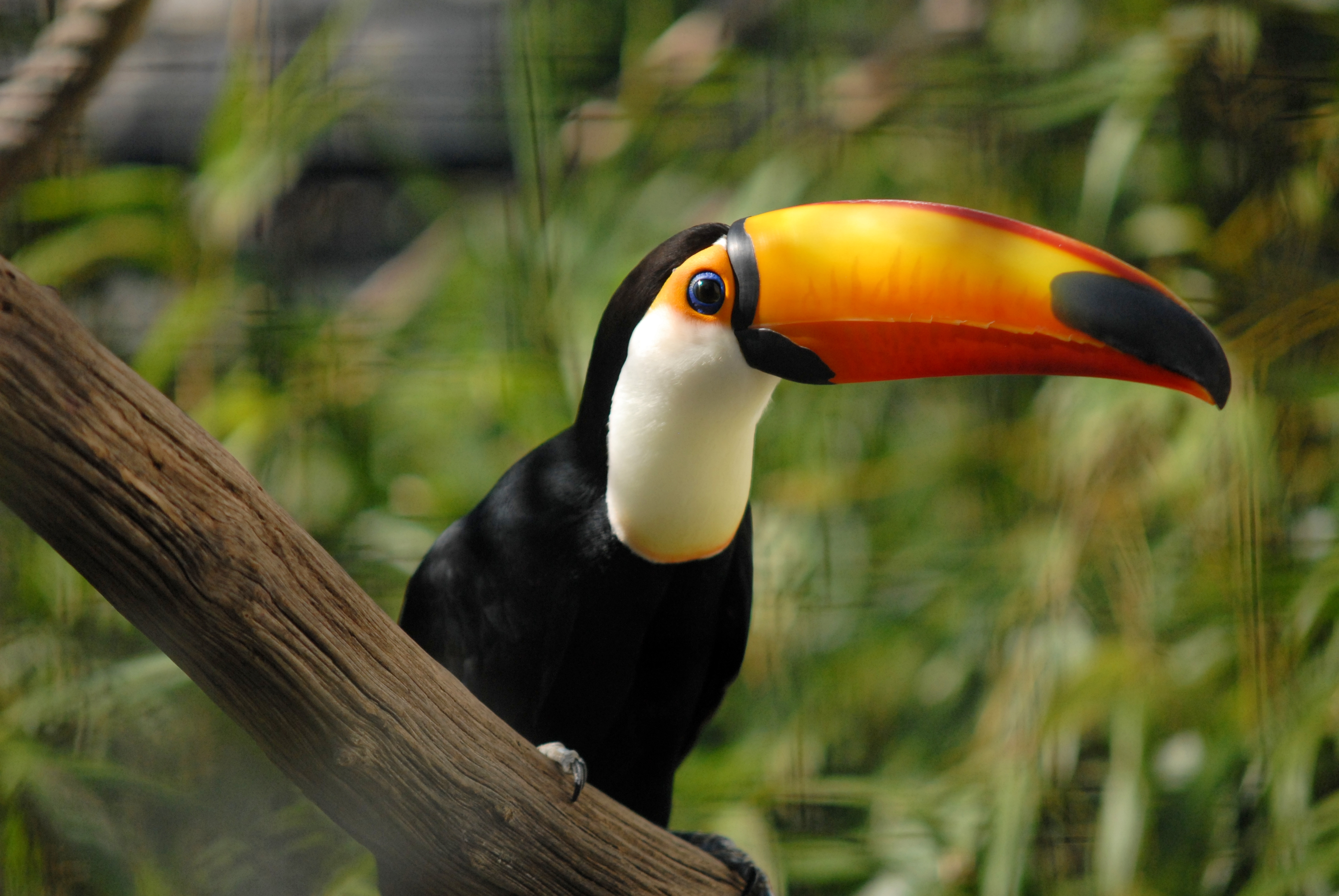
Riesentukan (Ramphastos toco)

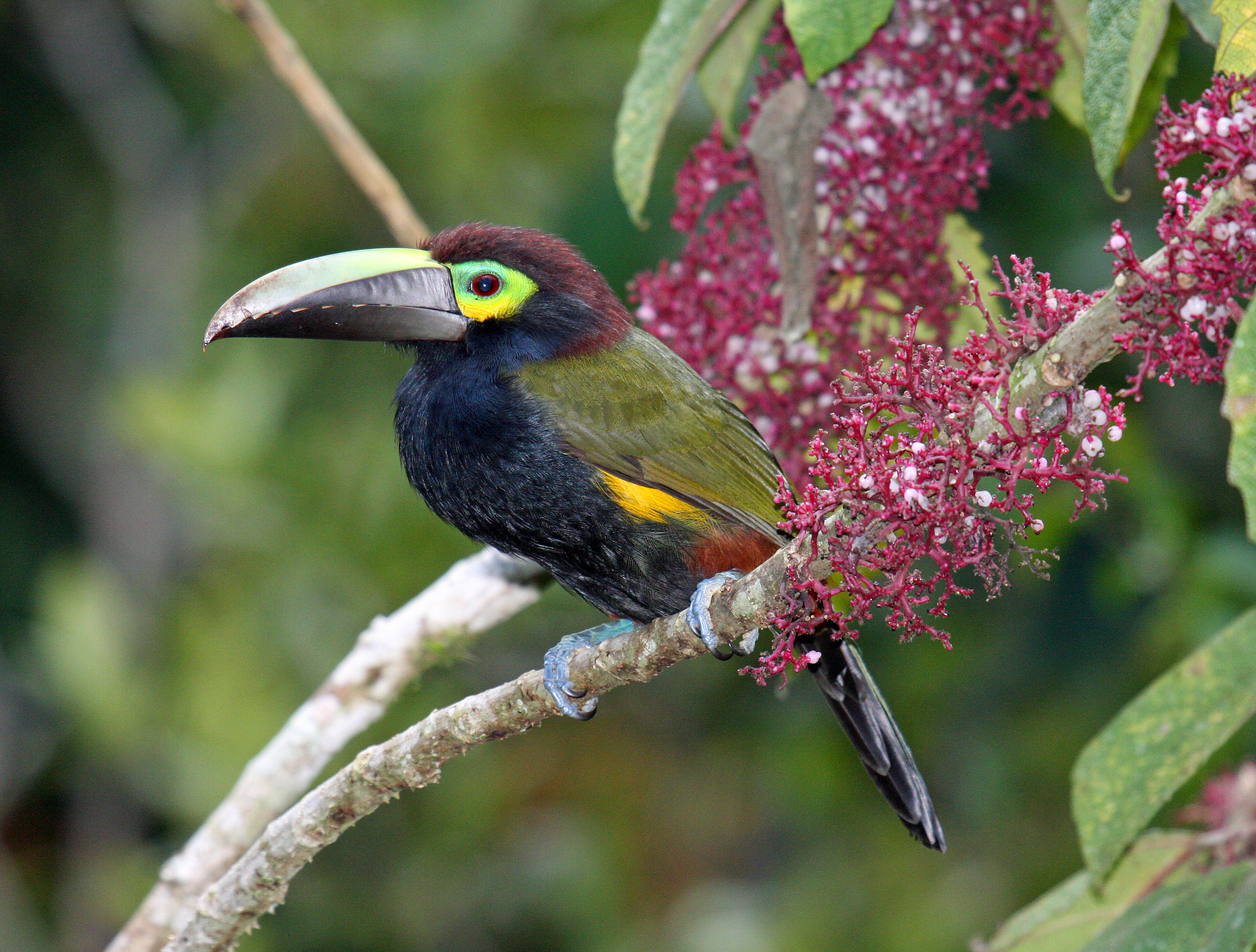
Gelbohrarassari (Selenidera spectabilis)

  - Schwarzkopftukan (Andigena cucullata)
  - Blautukan (Andigena hypoglauca)
  - Leistenschnabeltukan (Andigena laminirostris)
  - Schwarzschnabeltukan (Andigena nigrirostris)
- Grünarassaris (Aulacorhynchus)
  - Weißkehlarassari (Aulacorhynchus albivitta)
  - Schwarzkinnarassari (Aulacorhynchus atrogularis)
  - Blaukehlarassari (Aulacorhynchus caeruleogularis)
  - Grauschnabelarassari (Aulacorhynchus coeruleicinctis)
  - Derby-Arassari (Aulacorhynchus derbianus)
  - Blutbürzelarassari (Aulacorhynchus haematopygus)
  - Gelbbrauenarassari (Aulacorhynchus huallagae)
  - Laucharassari (Aulacorhynchus prasinus)
  - Blauzügelarassari (Aulacorhynchus sulcatus)
  - Waglerarassari (Aulacorhynchus wagleri)
  - Tepuiarassari (Aulacorhynchus whitelianus)
- Schwarzarassaris (Pteroglossus)
  - Schwarzkehlarassari (Pteroglossus aracari)
  - Rotkropfarassari (Pteroglossus azara)
  - Goldtukan (Pteroglossus bailloni)
  - Krauskopfarassari (Pteroglossus beauharnaesii)
  - Rotnackenarassari (Pteroglossus bitorquatus)
  - Braunohrarassari (Pteroglossus castanotis)
  - Hellschnabelarassari (Pteroglossus erythropygius)
  - Feuerschnabelarassari (Pteroglossus frantzii)
  - Schriftarassari (Pteroglossus inscriptus)
  - Doppelbindenarassari (Pteroglossus pluricinctus)
  - Chocóarassari (Pteroglossus sanguineus)
  - Halsbandarassari (Pteroglossus torquatus)
  - Grünarassari (Pteroglossus viridis)
- Tukane (Ramphastos)
  - Goldkehltukan (Ramphastos ambiguus)
  - Küstentukan (Ramphastos brevis)
  - Bunttukan (Ramphastos dicolorus)
  - Fischertukan (Ramphastos sulfuratus)
  - Swainson-Tukan (Ramphastos swainsonii)
  - Riesentukan (Ramphastos toco)
  - Weißbrusttukan (Ramphastos tucanus), drei Unterarten, darunter der früher als eigenständige Art geführte Cuvier-Tukan (Ramphastos tucanus cuvieri)[5]
  - Dottertukan (Ramphastos vitellinus)
    - Orangekehltukan (Ramphastos vitellinus ariel)
    - Zitronentukan (Ramphastos vitellinus citreolaemus)
    - Kulmtukan (Ramphastos vitellinus culminatus)
- Kurzschnabeltukane (Selenidera)
  - Gould-Arassari (Selenidera gouldii)
  - Fleckenarassari (Selenidera maculirostris)
  - Natterer-Arassari (Selenidera nattereri)
  - Pfefferfresser (Selenidera piperivora)
  - Reinwardt-Arassari (Selenidera reinwardtii)
  - Gelbohrarassari (Selenidera spectabilis)

Wie das oben dargestellte Kladogramm zeigt, ist die Gattung Selenidera nicht monophyletisch, da der Gelbohrarassari basal zu einer gemeinsamen Klade der übrigen Kurzschnabeltukane mit den Blautukanen (Andigena) steht.